# Stade Lesdiguières
Stade Lesdiguières är en idrottsarena i Grenoble, Frankrike. Arenan tar 12 00 åskådare, och här spelar rugby union-klubben FC Grenoble. 
Arenan har upp till fem ståplatsläktare, den största  är sydliga Tribune Présidentielle. På östsidan ligger Tribune Tennis, som kallas så eftersom en tennisklubb ligger bredvid, och den är arenans äna ståplatsläktare som saknar tak. På norra sidan finns Tribune Nord och Tribune Alberto, som ligger bredvid varandra.
När fotbollsmatcher spelades här åren 1998-2008, blev Tribune Alberto populär bland bortaklackarna, medan hemmafansen till Grenoble Foot 38 stod vid Tribune Finet. 2008 flyttade fotbollen till Stade des Alpes och Lesdiguieres blev en ren rugbyarena.
Här spelades en match mellan Frankrike och Fiji vid  VM i rugby 1991.
Nya Zeeland har också spelat en match här, den 4 september 1981 mot ett franskt lag, och förlorade med 16-18 vilket blev enda gången Nya Zeeland fick stryk under sin Frankrike-turné 1981.

### Fotnoter
1. ↑  ”Rugby International”. http://www.rugbyinternational.net/countries/france1945-2000.htm. Läst 8 juli 2011.